# 루킹 글라스
《루킹 글라스》(영어: Looking Glass)는 2018년 개봉한 미국의 미스터리 스릴러 영화이다. 팀 헌터가 연출을, 래리 랩과 매슈 와일더가 각본을 맡았다.
미국에서는 2018년 2월 16일에, 일본에서는 2018년 6월 16일에, 대한민국에서는 2018년 6월 7일에 개봉되었다.

## 줄거리
6살짜리 딸을 사고로 잃은 레이와 매기 부부는 새로운 곳에서 새 출발을 하기 위해 사막에 있는 모텔을 산다. 레이는 우연히 모텔 10번 방과 이어지는 비밀 통로를 발견하고 밤마다 그곳에 가 몰래 손님들을 지켜본다.
그러던 어느 날 모텔에 묵었던 손님이 사막에서 시신으로 발견되고, 이후 레이와 매기의 주변에서는 계속 이상한 일이 벌어지는데…

## 출연
- 니컬러스 케이지 - 레이 역
- 로빈 터니 - 매기 역
- 마크 블루커스 - 하워드 역
- 어니 라이블리 - 토미 역